# Сото, Хуан
Хуан Хосе Сото Пачеко (исп. Juan José Soto Pacheco; 25 октября 1998, Санто-Доминго) — доминиканский бейсболист, аутфилдер клуба Главной лиги бейсбола «Нью-Йорк Метс». Победитель Мировой серии 2019 года в составе «Вашингтон Нэшионалс». Трёхкратный участник Матча всех звёзд лиги, четырёхкратный обладатель награды Сильвер Слаггер. В декабре 2024 года подписал с «Нью-Йорк Метс» крупнейший контракт в истории всего спорта — 765 миллионов долларов США за 15 лет.

## Карьера
Второго июля 2015 года Сото подписал контракт с «Вашингтоном» в статусе международного свободного агента. Официальный сайт Главной лиги бейсбола включил его в число тридцати самых перспективных иностранных юниоров и назвал одним из лучших бьющих на рынке. Сумма бонуса при подписании соглашения составила 1,5 млн долларов. В 2016 году он начал выступления в фарм-системе клуба в Лиге Галф-Кост. По итогам сезона Сото стал лучшим по показателям отбивания (36,1 %) и слаггинга (55,0 %), был признан самым ценным игроком лиги. Также он принял участие в Матче всех звёзд лиги. В сентябре его перевели в команду A-лиги «Оберн Даблдейс», за которую он провёл шесть игр.
Сезон 2017 года Сото провёл в Южно-Атлантической лиге в составе «Хейгерстаун Санз». За команду он сыграл в 23 матчах, отбивая в них с показателем 36,0 %, после чего выбыл из строя из-за травмы ноги. После перенесённой операции он вернулся в состав 29 августа и доиграл сезон в Лиге Галф-Кост.
На старте чемпионата 2018 года Сото отыграл 16 матчей за «Хейгерстаун», после чего был переведён в состав «Потомак Нэшионалс» уровнем выше. В 15 играх за клуб он выбил семь хоум-ранов, продемонстрировав отличную игру в нападении, после чего был отправлен в AA-лигу в «Гаррисберг Сенаторз». Двадцатого мая тренерский штаб «Вашингтона» вызвал Сото в основной состав, в тот же день он дебютировал в Главное лиге бейсбола в игре против «Лос-Анджелес Доджерс». Он стал самым молодым игроком в истории Национальной лиги. По итогам июня он был признан лучшим новичком месяца Национальной лиги, в 24 проведённых играх его показатель отбивания составил 31,7 %, он также выбил по шесть даблов и хоум-ранов.
В июле 2022 года Сото второй раз в карьере был включён в число участников Матча всех звёзд лиги. На момент окончания голосования он лидировал в лиге по количеству заработанных уоков и был лучшим среди аутфилдеров Национальной лиги по показателю занятия баз OBP. В рамках Матча всех звёзд он выиграл конкурс отбивающих «Хоум-ран-дерби», поочерёдно выбив Хосе Рамиреса, Альберта Пухольса и Хулио Родригеса. Перед перерывом на Матч всех звёзд Сото отклонил предложение «Вашингтона» о новом контракте на сумму 440 млн долларов на 15 лет. Это соглашение сделало бы его самым высокооплачиваемым игроком лиги. Перед закрытием окна переходов игроков клуб обменял Сото и другого лидера команды Джоша Белла в «Сан-Диего Падрес», получив шортстопа Си Джея Абрамса, питчера Маккензи Гора, первого базового Люка Войта и трёх игроков фарм-системы: Роберта Хасселла, Джеймса Вуда и Харлина Сусану. Суммарно в сезоне 2022 года он провёл 153 матча с эффективностью отбивания 24,2 %, 27 хоум-ранами и 62 RBI. После завершения чемпионата он договорился с «Падрес» о заработной плате на следующий год в размере 23 млн долларов, что позволило избежать арбитражных слушаний.
В чемпионате Главной лиги бейсбола 2023 года Сото сыграл во всех 162 матчах, отбивая с показателем 27,5 %. Он выбил 35 хоум-ранов и набрал 109 RBI. Летом он в третий раз в карьере принял участие в Матче всех звёзд лиги. По итогам года его в четвёртый раз признали лучшим атакующим игроком на своей позиции. В декабре 2023 года «Падрес» обменяли Сото и Трента Гришема в «Нью-Йорк Янкис» на питчеров Майкла Кинга, Джони Брито, Рэнди Васкеса и Дрю Торпа, а также кэтчера Кайла Хигашиоку. После окончания сезона 2024 контракт Сото с «Янкис» закончился и игрок стал свободным агентом.
В декабре 2024 года «Нью-Йорк Метс» объявили о подписании Хуана Сото, сумма 15-летнего контракта составляет $765 млн ($51 млн в год), что по подсчетам аналитиков «РБ Бизнес» является самым дорогим контрактом за историю мирового спорта.